# Yvette Guilbert
Yvette Guilbert (ur. 20 stycznia 1865 w Paryżu, zm. 3 lutego 1944 w Aix-en-Provence) – francuska piosenkarka kabaretowa oraz aktorka.

## Życiorys

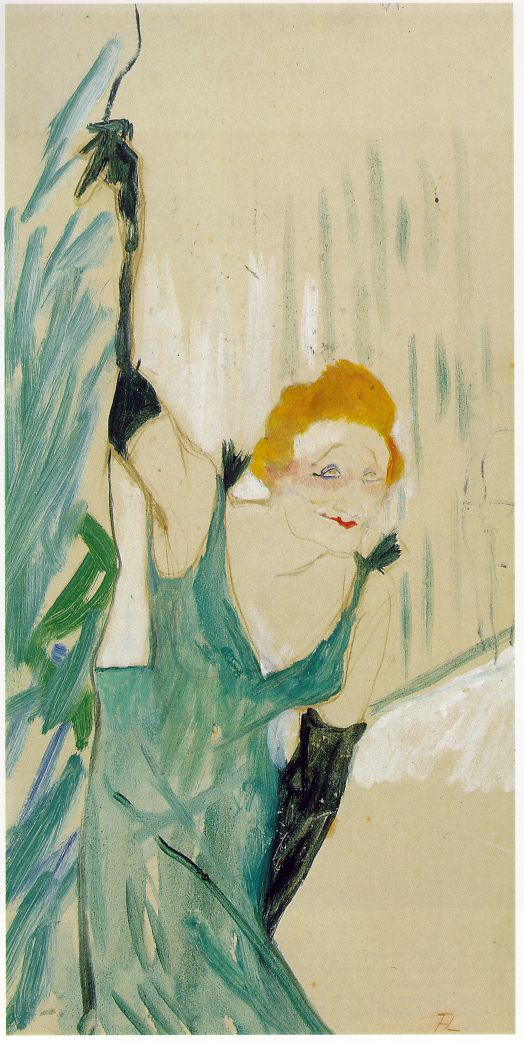
Yvette Guilbert pędzla Toulouse-Lautreca

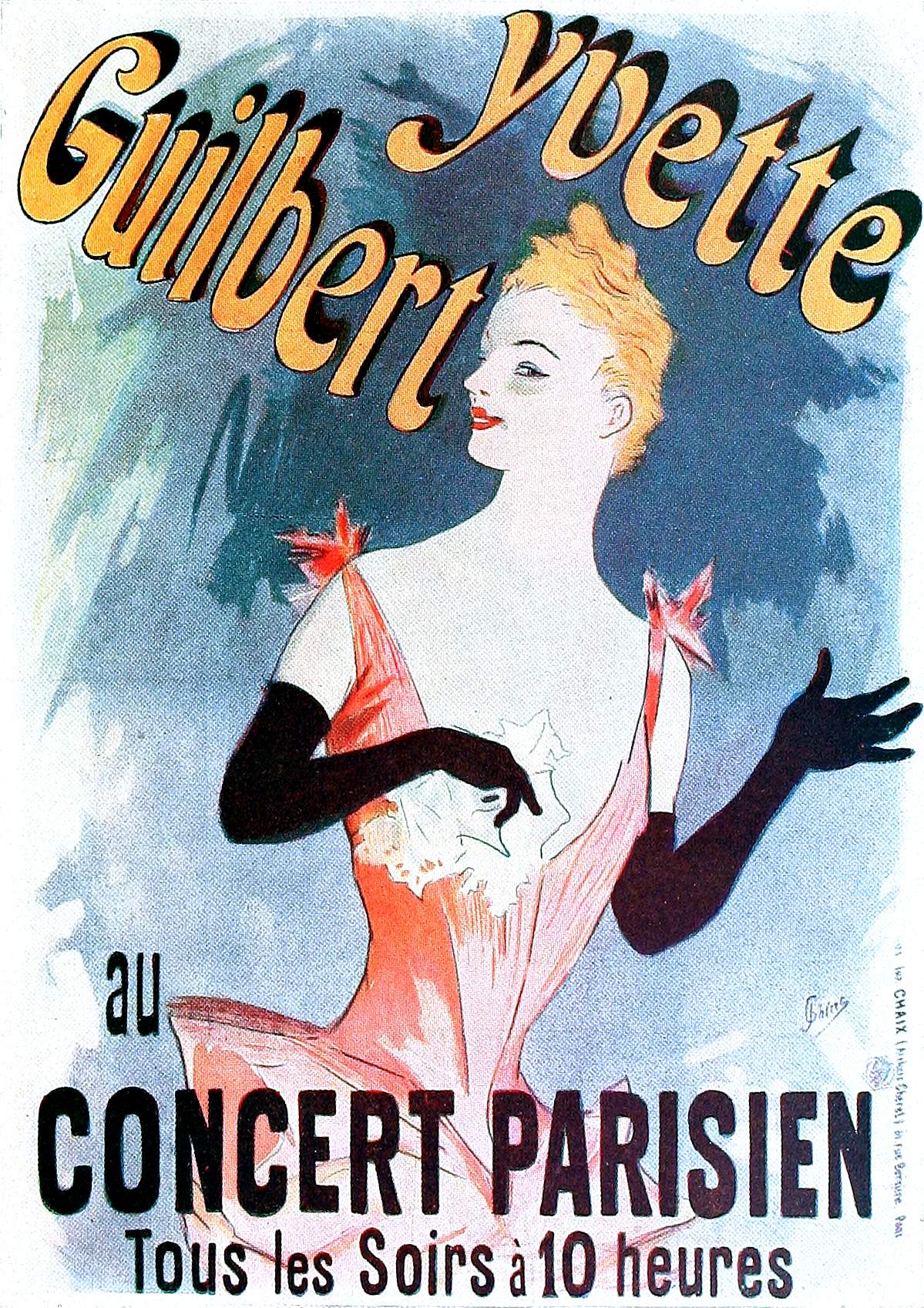
Plakat z Yvette Guilbert

Urodziła się w ubogiej rodzinie jako Emma Laure Esther Guilbert. Śpiewała już jako dziecko, ale w wieku 16 lat została modelką w domu handlowym Printemps. Tam została zauważona przez jednego z paryskich dziennikarzy. Wtedy zaczęła brać lekcje śpiewu, po których w 1886 rozpoczęła występy w niewielkich salach koncertowych oraz kabaretach. W 1888 roku zadebiutowała na deskach teatru Variette. Wówczas przeniosła się do teatru Eldorado, po czym występowała w Jardin de Paris, w końcu, po przeprowadzce w 1890 roku na Montmartre, zaczęła występować w kabarecie Moulin Rouge.
Na swoje występy Guilbert często ubierała się w długą żółtą sukienkę oraz czarne rękawiczki, które wkrótce stały się jej znakiem rozpoznawczym. Często występowała w tragediach opowiadających o miłości oraz biedocie paryskiej, z której ona sama się wywodziła. Łamiąc wszystkie dotychczasowe normy, tworzyła własne teksty liryczne, które stale udoskonalała. Dzięki własnemu stylowi śpiewania zyskała sobie rzesze fanów nie tylko we Francji. Odbyła trasę koncertową m.in. w Anglii oraz Stanach Zjednoczonych.
Była przyjaciółką oraz inspiracją Henri de Toulouse-Lautreca, który utrwalił jej wizerunek na kilku swoich obrazach.
Pomiędzy 1895 a 1896 rokiem Guilbert udała się w trasę koncertową po Niemczech oraz Stanach Zjednoczonych, występując w słynnej nowojorskiej sali koncertowej Carnegie Hall.
W 1902 roku Guilbert zajęła się pisaniem, wydała książkę opowiadającą o czasach belle époque. W 1932 roku za całokształt twórczości otrzymała Legię Honorową.
Zmarła w 1944 roku w wieku 79 lat. Została pochowana na cmentarzu Père-Lachaise w Paryżu.